# Санта-Аполония

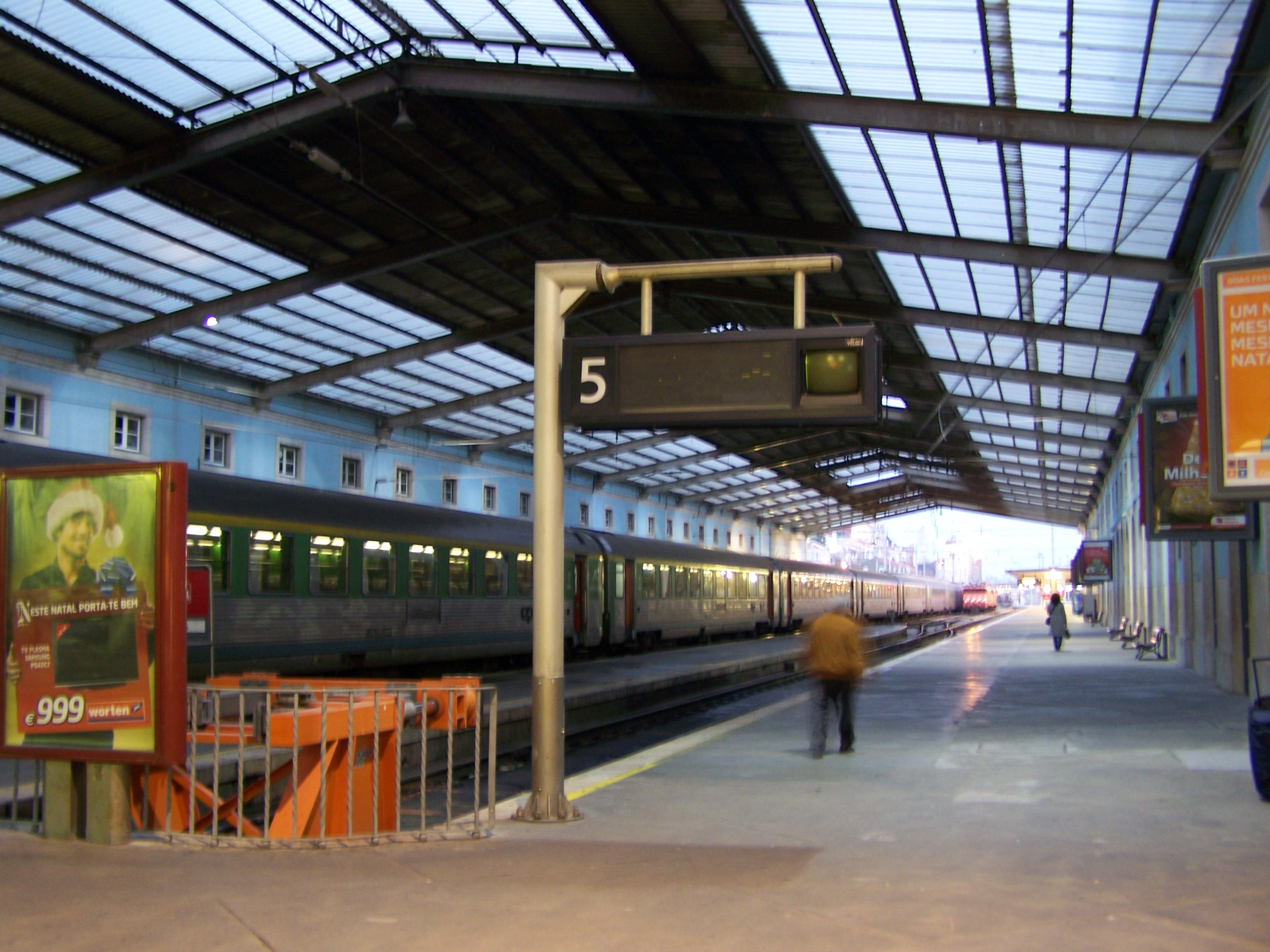

Вокзал Санта-Аполония (порт. Santa Apolónia) — железнодорожный вокзал в городе Лиссабон (Португалия).
Санта-Аполония — старейший железнодорожный вокзал Лиссабона, открытый 1 мая 1865 года. Находится между историческим районом Алфама на склоне холма Святого Георгия и рекой Тежу. После завершения строительства вокзала Росиу в 1890 году потерял своё значение главного вокзала Лиссабона; однако после реорганизации железнодорожной сети города в середине XX века вновь стал де-факто главным вокзалом столицы Португалии.
Ныне бо́льшая часть поездов дальнего следования, прибывающая в Лиссабон, следует по северо-восточной линии, на которой в 6,5 км от Санта-Аполонии расположен современный вокзал Ориенти, построенный в 1998 году. Тем не менее большинство поездов, сделав остановку на Ориенти, прибывают на вокзал Санта-Аполония.